# UFC on Fox: Henderson vs. Melendez
UFC on Fox: Henderson vs. Melendez (también conocido como UFC on Fox 7) fue un evento de artes marciales mixtas celebrado por Ultimate Fighting Championship el 20 de abril de 2013 en el HP Pavilion, en San José, California.

## Historia
El evento estuvo encabezado por una pelea de campeonato de peso ligero entre el campeón actual Benson Henderson y el campeón de peso ligero de Strikeforce Gilbert Meléndez que hacia su debut en la promoción. La pelea coprincipal del evento sería entre el dos veces campeón de peso pesado Frank Mir y el campeón de peso pesado de Strikeforce Daniel Cormier.
Clay Guida esperaba enfrentarse a Chad Mendes en este evento. Sin embargo, el 15 de marzo se reveló que Guida se había retirado de la pelea alegando una lesión y fue reemplazado por Darren Elkins.
Dan Hardy esperaba enfrentarse a Matt Brown en el evento. Sin embargo, Hardy fue obligado a salir de la pelea debido a cuestiones médicas en relación con su corazón y fue reemplazado por Jordan Mein.

## Resultados
1. ↑  Por el Campeonato de Peso Ligero de UFC.

## Premios extra
Cada peleador recibió un bono de $50,000.
- Pelea de la Noche: Matt Brown vs. Jordan Mein
- KO de la Noche: Josh Thomson y Yoel Romero
- Sumisión de la Noche: No hubo sumisiones